# 瑞穂市立西小学校
瑞穂市立西小学校（みずほしりつ にししょうがっこう）は、岐阜県瑞穂市居倉にある公立小学校。

## 概要
通学区域は七崎、居倉、森、田之上、唐栗、宮田、大月である。公立中学校の進学先は瑞穂市立巣南中学校である。
瑞穂市の西部にある。西小学校の西とは、旧本巣郡巣南町の西部の意味であり、かつての本巣郡川崎村の小学校である。
2025年（令和7年）より小規模特認校の指定を受けている。

## 沿革
- 1873年（明治6年） -
  - 大野郡唐栗村、七崎村、田ノ上村、宮田村、居倉村が共同で、貫学学校を創立する。
  - 大野郡政田村と森村が共同で、教倫学校を創立する。
- 1883年（明治17年） -  大野郡森村が教倫学校より脱退、貫学学校に合流する。大野郡大月村が杭渓学校より脱退、貫学学校に合流する。しかし、大月村は貫学学校から離れていたため、大月村の生徒は杭渓学校に委託ということになった。田ノ上村新月地区は貫学学校から離脱。本巣郡十七条村の船木学校への通学に変更される。
- 1890年（明治23年） -  貫学学校は居倉学校に改称する。
- 1896年（明治29年） -  唐栗村、居倉村、七崎村、田ノ上村、宮田村、森村、大月村は、大野郡から本巣郡に変更される。
- 1897年（明治30年） -  唐栗村、森村、七崎村、田ノ上村、宮田村、大月村、居倉村が合併して川崎村になる。
- 1898年（明治31年） - 川崎尋常小学校に改称する。
- 1908年（明治41年） - 現在地に新築移転。旧大月村、旧田ノ上村新月地区の生徒は、川崎尋常小学校へ編入される。
- 1921年（大正9年） - 高等科を設置し、川崎尋常高等小学校に改称する。
- 1941年（昭和16年） - 川崎国民学校に改称する。
- 1947年（昭和22年） - 川崎村立川崎小学校に改称する。
- 1954年（昭和29年） - 川崎村、鷺田村、船木村が合併し、巣南村になる。これにともない、巣南村立西小学校に改称する。
- 1964年（昭和39年） - 巣南村が町制施行し巣南町になる。これにより巣南町立西小学校に改称する。
- 1978年（昭和53年） - 校舎（後の北舎）が完成する。
- 1980年（昭和55年） - 南舎が完成する。
- 1983年（昭和58年） - 体育館が完成する。
- 2000年（平成12年） - 特殊学級（知的障害）を設置する。
- 2002年（平成14年） - 特殊学級（情緒障害）を設置する。
- 2003年（平成15年） - 穂積町と巣南町が合併し瑞穂市となる。これにより瑞穂市立西小学校に改称する。
- 2025年（令和7年）4月 - 小規模特認校の指定を受ける。

## 交通機関
- みずほバス本田七崎線「西小学校前」下車、徒歩約5分
- 樽見鉄道 美江寺駅より徒歩約30分